# Полуремарке
Полуремарке е голямо транспортно товарно средство от 15 до 200 t, предназначено за движение по автомобилната пътна мрежа, което се задвижва от влекач (самоходно шаси). Един от видовете свръзка между влекача и полуремаркето е т.нар. седлово устройство (на английски: fifth-wheel coupling), състоящо се от (лафет) на влекача и централен (царски) болт на полуремаркето. Друг вид свръзка е твърда връзка (на английски: drawbar)
Стандартните размери на полуремаркето са: дължина до 13 600 mm, широчина 2550 mm, височина до 4000 mm (с надстройката).

## Видове
По броя на осите биват: двуосни, триосни, и многоосни (до 30 оси).
По типа надстройка полуремаркетата се подразделят на:
1. цистерни – за превоз на течности, газове и прахообразни вещества;
2. самосвали – за превоз на насипни товари;
3. платформи;

- бордови – тентовани, фургон, хладилни за превоз на пакетирани товари;
- тежковози – за превоз на строителни тежкотонажни машини;
- контейнеровози – за превоз на контейнери;
- специални – за превоз на товари със специално предназначение.